# Proprioseius clancyi
Proprioseius clancyi är en spindeldjursart som beskrevs av Chant 1957. Proprioseius clancyi ingår i släktet Proprioseius och familjen Phytoseiidae. Inga underarter finns listade i Catalogue of Life.